# Bulhar
Bulhar è una storica città portuale nella regione del Sahil, nel Somaliland, sul tracciato di strade risalenti all'antichità. Il porto fu rinnovato nel XIX secolo e rivaleggiava con la vicina Berbera.

## Storia
Bulhar si trova vicino a Berbera. Si ritiene che il sito corrisponda all'antico porto commerciale di Iside descritto dallo studioso romano Plinio il Vecchio. Plinio associò l'area anche al toponimo Abalito, che Said M-Shidad Hussein scrive essere probabilmente l'Avalite del Periplo del Mar Eritreo.
Secondo Plinio il porto di Iside era un nodo importante per il commercio della mirra. Riportò inoltre che il faraone egiziano Sesostri guidò le sue forze oltre la regione, in direzione del porto nord-orientale di Mosylon, un mercato della cannella che si ritiene fosse all'interno o vicino all'attuale Bosaso. Plinio indicò infine che il porto di Iside era situato vicino a pilastri di pietra, su cui erano incise lettere sconosciute. Samuel Sharpe suggerisce che queste antiche iscrizioni fossero probabilmente geroglifici.

### Primo periodo moderno

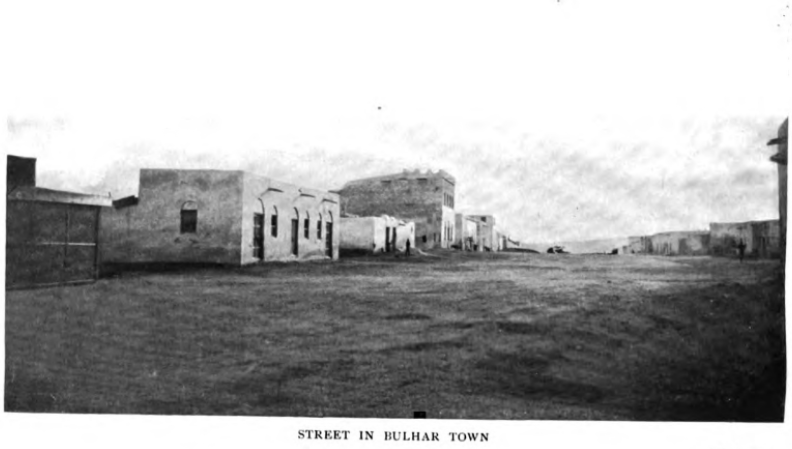
Una strada a Bulhar nel 1912

Sebbene le origini di Bulhar risalgano all'antichità, l'insediamento non fu ripopolato fino alla metà del XIX secolo. Il reinsediamento di Bulhar fu dovuto a un dissenso tra i mercanti Reer Ahmed Nur e Reer Yunis Nuh del clan Habar Awal sul controllo del commercio di Berbera nel 1845. Con il sostegno di Haji Sharmarke Ali Saleh, il sovrano di Zeila, i Reer Ahmed Nuh cacciarono i loro parenti e si dichiararono gli unici padroni commerciali di Berbera. Come rappresaglia, i mercanti Reer Yunis Nuh fondarono il porto di Bulhar e persuasero i loro precedenti contatti commerciali esteri a fare affari nel loro porto piuttosto che a Berbera. L'effetto fu immediato: il commercio a Bulhar crebbe rapidamente nella seconda metà del XIX secolo e il porto divenne un importante mercato per bestiame, pelle, mirra, avorio, caffè e altri vari beni procurati nell'entroterra.

## Dati demografici
Bulhar fu storicamente abitato dai Reer Yunis Nuh e dai Reer Mohamoud, in seguito fu abitato dal sottoclan Makahil, entrambi rami del clan Habr Awal.